# Jorge Macri

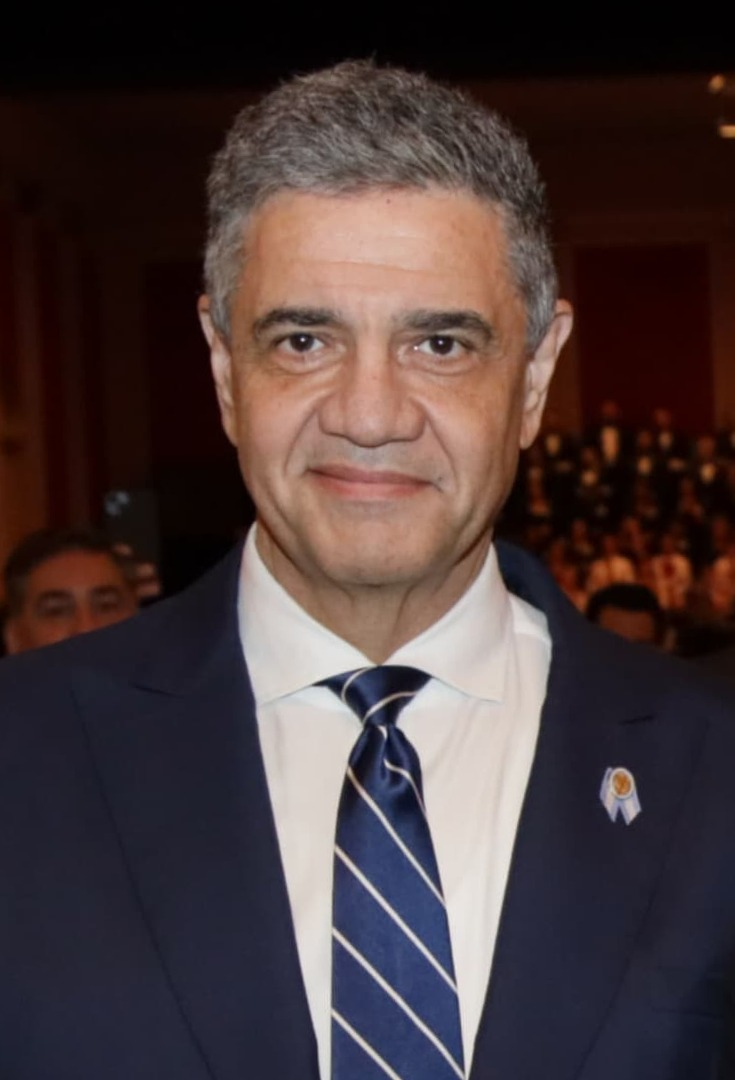
Jorge Macri

Jorge Macri (geboren 5. März 1965 in Tandil, Argentinien) ist ein argentinischer Politiker (Propuesta Republicana). Er ist seit dem 10. Dezember 2023 Regierungschef von Buenos Aires.

## Politische Karriere
Im Jahr 2001 gründete er gemeinsam mit seinem Cousin, dem späteren Präsidenten Mauricio Macri, die Fundación Creer y Crecer und zwei Jahre später erneut mit seinem Cousin die Partei Compromiso para el Cambio. Im Jahr 2005 gehörte er zu den ersten Abgeordneten für die neu gegründete, politisch mitte-rechts stehende Wahlallianz Propuesta Republicana im Provinzparlament von Buenos Aires. Seit 2006 führt er die Provinzabteilung der PRO an. 2007 kandidierte er als Vizekandidat von Francisco de Narváez (Unión Pro) bei den Provinzgouverneurswahlen, war jedoch nicht erfolgreich.
Jorge Macri war ab 2011 Bürgermeister von Vicente López, einer Stadt im Großraum Buenos Aires. 2021 trat er als Minister in das Kabinett des Bürgermeisters von Buenos Aires, Horacio Rodríguez Larreta, und wurde gleichzeitig als Bürgermeister von Vicente López beurlaubt. Nachdem Rodríguez Larreta nicht für eine dritte Amtszeit antreten durfte, stellte sich Jorge Macri 2023 erfolgreich zur Wahl. Er trat das Amt des Bürgermeisters von Buenos Aires am 10. Dezember 2023 an.